# Yamaha BT 1100 Bulldog
Die BT 1100 Bulldog ist ein Motorrad des japanischen Motorradherstellers Yamaha, das im September 2001 der Öffentlichkeit auf der Intermot in München präsentiert, ab Oktober 2001 ausgeliefert und bis Anfang 2007 verkauft wurde. Sie besitzt einen 1063-cm³-2-Zylinder-V-Motor, der in anderen Versionen schon in der TR1 (mit 981 cm³ Hubraum), der XV 1100 Virago und der XVS 1100 Drag Star verbaut wurde.
Entwickelt und hergestellt wurde das Motorrad bei Yamaha Motor Italia in Lesmo (ehemalige Belgarda-Werke). So steht in der Modellbezeichnung B für Belgarda und T für Twin (Zweizylindermotor).
Eine Modellpflege Anfang 2005 brachte für die letzten zwei Produktionsjahre kleine Veränderungen (verbesserte Kühlluftzufuhr zum hinteren Zylinder, ungeregelter Katalysator, neue Armaturen usw.).